# Okręgowe rozgrywki w piłce nożnej woj. olsztyńskiego, elbląskiego i suwalskiego (1976/1977)
Drużyny z województwa olsztyńskiego, elbląskiego i suwalskiego występujące w ligach centralnych i makroregionalnych:
- I liga – brak
- II liga – Olimpia Elbląg
- III liga – Pomowiec Gronowo Elbląskie, Stomil Olsztyn, Wigry Suwałki, Gwardia Szczytno, Mazur Ełk, Śniardwy Orzysz

Rozgrywki okręgowe:
- OZPN Olsztyn:

- - Klasa A (IV poziom rozgrywkowy)
  - Klasa B  - 2 grupy (V poziom rozgrywkowy)
  - Klasa C - 4 grupy (VI poziom rozgrywkowy)
  - klasa D (gminna) - podział na grupy (VII poziom rozgrywkowy)

- OZPN Elbląg:

- - Klasa A (IV poziom rozgrywkowy)
  - Klasa B (V poziom rozgrywkowy)
  - klasa C - podział na grupy (VI poziom rozgrywkowy)

- OZPN Suwałki:

- - Klasa A (IV poziom rozgrywkowy)
  - Klasa B (V poziom rozgrywkowy)

Był to pierwszy sezon rozgrywek okręgowych w OZPN Olsztyn, OZPN Elbląg i OZPN Suwałki. Kilkanaście zespołów z miejscowości leżących obecnie na terenie woj. warmińsko-mazurskiego grało w rozgrywkach OZPN Toruń i OZPN Ciechanów. Zwycięzcy poszczególnych klas A grali w barażach (czasem więcej niż jednostopniowych) o awans do III ligi.
Województwo olsztyńskie podzielono na cztery rejony:
- okolice Ostródy, Iławy, Morąga, gminy: Świątki, Lubomino, Dywity, Gietrzwałd, Łukta, Jonkowo i miasto Olsztyn - gr. I klasy B, gr. I klasy C
- okolice Nidzicy, gminy: Olsztynek, Stawiguda, Pasym i Jedwabno - gr. I klasy B, gr. II klasy C
- okolice Bartoszyc, gminy: Lidzbark Warmiński, Dobre Miasto i Kiwity – gr. II klasy B, gr. III klasy C
- okolice Kętrzyna, Biskupca, Mrągowa, gminy: Barczewo, Purda, Szczytno, Świętajno, Wielbark i Dźwierzuty - gr. II klasy B, gr. IV klasy C

Praktycznie co sezon dochodziło do pojedynczych przesunięć między grupami na obszarach granicznych z racji zapewnienia równej liczby zespołów we wszystkich grupach danej klasy rozgrywkowej.

## OZPN Olsztyn

### Klasa A
| Poz. | Klub                       | M  | Pkt. | Bramki |
| ---- | -------------------------- | -- | ---- | ------ |
| 1    | Agrokompleks Kętrzyn       | 26 |      |        |
| 2    | Polonia Lidzbark Warmiński | 26 |      |        |
| 3    | Warfama Dobre Miasto       | 26 |      |        |
| 4    | Warmia Olsztyn             | 26 |      |        |
| 5    | Metalowiec Mrągowo         | 26 |      |        |
| 6    | Start Nidzica              | 26 |      |        |
| 7    | Granica Kętrzyn            | 26 |      |        |
| 8    | Kormoran Ostróda           | 26 |      |        |
| 9    | Jeziorak Iława             | 26 |      |        |
| 10   | Gwardia Olsztyn            | 26 |      |        |
| 11   | Orlęta Reszel              | 26 |      |        |
| 12   | Sokół Ostróda              | 26 |      |        |
| 13   | Victoria Bartoszyce        | 26 |      |        |
| 14   | Stomil II Olsztyn          | 26 |      |        |

- Agrokompleks Kętrzyn awansował do III ligi

### Klasa B

#### grupa I
| Poz. | Klub                 | M  | Pkt. | Bramki |
| ---- | -------------------- | -- | ---- | ------ |
| 1    | Huragan Morąg        | 22 |      |        |
|      | LZS Miłomłyn         | 22 |      |        |
|      | Olimpia Olsztynek    | 22 |      |        |
|      | LZS Stare Jabłonki   | 22 |      |        |
|      | LZS Małdyty          | 22 |      |        |
|      | Motor Lubawa         | 22 |      |        |
|      | LZS Gągławki         | 22 |      |        |
|      | LZS Klewki           | 22 |      |        |
|      | Ihar Bartążek        | 22 |      |        |
|      | Błękitni Pasym       | 22 |      |        |
|      | Mechanizator Ostróda | 22 |      |        |
|      | LZS Rudzienice       | 22 |      |        |

#### grupa II
| Poz. | Klub                      | M  | Pkt. | Bramki |
| ---- | ------------------------- | -- | ---- | ------ |
| 1    | Gwardia II Szczytno       | 22 |      |        |
|      | LZS Łankiejmy             | 22 |      |        |
|      | Agrołyna Sępopol          | 22 |      |        |
|      | LZS Skierki               | 22 |      |        |
|      | Tęcza Biskupiec           | 22 |      |        |
|      | PGR Dobre Miasto          | 22 |      |        |
|      | LZS Lipowo                | 22 |      |        |
|      | LZS Barciany              | 22 |      |        |
|      | WPGR Barczewo             | 22 |      |        |
|      | Cresovia Górowo Iławeckie | 22 |      |        |
|      | WPGR Bartoszyce           | 22 |      |        |
|      | LZS Bezledy               | 22 |      |        |

### Klasa C
- grupa I - awans: LZS Samborowo, POM Iława
- grupa II - awans: Start II Nidzica
- grupa III - awans: LZS Sątopy
- grupa IV - awans: LZS Martiany

## OZPN Elbląg

### Klasa A
| Poz. | Klub                     | Pkt. | Bramki |
| ---- | ------------------------ | ---- | ------ |
| 1    | POM Sztum Górki          | 36   | 61-31  |
| 2    | Powiśle Dzierzgoń        | 34   | 48-40  |
| 3    | Olimpia II Elbląg        | 32   | 48-22  |
| 4    | Żuławy Nowy Dwór Gdański | 31   | 64-47  |
| 5    | Błękitni Orneta          | 30   | 54-42  |
| 6    | Iskra Malbork            | 28   | 48-46  |
| 7    | Mlexer Elbląg            | 27   | 27-27  |
| 8    | Rodło Kwidzyn            | 26   | 44-45  |
| 9    | Polonia Pasłęk           | 23   | 40-54  |
| 10   | Nogat Malbork            | 22   | 32-40  |
| 11   | Zatoka Braniewo          | 22   | 31-41  |
| 12   | Pogoń Prabuty            | 21   | 27-38  |
| 13   | Pogoń Gardeja            | 21   | 33-45  |
| 14   | Unia Susz                | 11   | 22-61  |

### Klasa B
- awans: Barkas Tolkmicko